# 黒江悠久
黒江 悠久（くろえ はるひさ）は、日本の俳優、演技指導者。NHK東京放送劇団に所属。「チロリン村とくるみの木」のクルミのがんこじいさんの声を担当。NHK東京放送児童劇団の指導を担当。

## 出演
- 『チロリン村とくるみの木』
- NHK連続ドラマ『夢見る白鳥』（1954年）
- 『あすをつげる鐘 星を見つめて ガリレオ・ガリレイ』（1961年）
- 『はてな劇場』

| スタブアイコン | サブスタブ | この項目は、まだ閲覧者の調べものの参照としては役立たない、俳優（男優・女優）に関連した書きかけの項目です。この項目を加筆・訂正などしてくださる協力者を求めています（P:映画/PJ芸能人）。 |